# Marchena (zoologia)
Marchena Peckham & Peckham, 1909 è un genere di ragni appartenente alla Famiglia Salticidae.

## Caratteristiche
Forma un unico gruppo monofiletico con i generi Afraflacilla, Pseudicius e Festucula.
Può essere riconosciuta dagli altri per le dimensioni dei tubercoli del primo femore o del primo paio di zampe. La lunghezza del corpo non supera i 4 millimetri.

## Distribuzione
L'unica specie oggi nota di questo genere è stata rinvenuta negli USA: nei pressi di Sausalito (California), in Nevada, in Idaho, nel Montana, nello Stato di Washington e nell'Oregon.

## Tassonomia
A dicembre 2010, si compone di una specie:
- Marchena minuta (Peckham & Peckham, 1888)[4] — USA